# Красный (Подгоренский район)
Красный — хутор в Подгоренском районе Воронежской области Российской Федерации. 
Входит в состав Витебского сельского поселения.

## География
В хуторе имеется одна улица — Лесная.

## Население
| 2010 |
| ---- |
| 0    |